# Торрес де Португаль, Фернандо

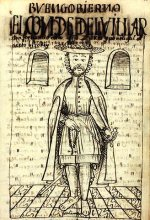
Фернандо Торрес де Португаль. Рисунок Гуамана Помы.

Фернандо Торрес де Португаль-и-Месиа (исп. Fernando de Torres de Portugal y Mesía; 15??, Хаэн, Испания — 18 октября 1592, Вильярдомпардо, Испания) — испанский дворянин, колониальный чиновник. Вице-король Перу с 1585 по 1589 год.

## Биография
31 марта 1584 года Фернандо Торрес де Португаль был назначен на должность вице-короля Перу, он отправился в Америку, но его путь из-за проблем со здоровьем оказался достаточно долог. Прибыв в колонию, он высадился в Паите 11 июня 1585 года, а до Лимы добрался 25 ноября того же года.
Выполняя приказ короля Филиппа II, первым делом он повысил налоги и сборы в колонии. Королю требовались огромные средства на строительство Армады, и Торрес де Португаль смог их дать, отправив в Испанию почти 5 миллионов дукатов за 5 лет своего правления.
Предполагая нападения английских пиратов, он принял меры по укреплению побережья, для береговой обороны были изготовлены и размещены новые орудия. Вскоре пересекший Магелланов пролив английский пират Томас Кавендиш совершил несколько нападений на перуанское побережье, разграбив Арику и Писко, но не тронул Кальяо, охранявшийся испанской эскадрой.
9 июля 1586 года в Перу произошло сильное землетрясение, последовавшее за этим цунами привело к разрушениям в Кальяо.
В правление Торрес де Португаля в 1586 году в Лиме родилась Исабель Флорес де Олива (Святая Роза Лимская).
30 ноября 1587 года он провёл четвёртую аутодафе вместе со святой инквизицией Лимы.
В 1589 году в Перу разразилась эпидемия оспы, по приказу вице-короля было построено несколько больниц.
После прибытия нового вице-короля Гарсии Уртадо де Мендоса Торрес де Португаль отправился в город Магдалена, а позже отбыл в Испанию.